# Mirabeau (1909)
«Мирабо» (фр. Mirabeau) — эскадренный броненосец военно-морских сил Франции. Пятый в серии из 6 единиц («Дантон», «Кондорсе», «Дидро», «Вольтер», «Мирабо», «Верньо»). Назван в честь деятеля Великой Французской революции, одного из самых знаменитых ораторов и политических деятелей Франции Графа Мирабо.

## Служба
Во время Первой мировой войны, «Мирабо» блокировал проливы Отранто и Дарданеллы, препятствуя выходу немецких, австро-венгерских и турецких военных кораблей в Средиземное море.
Во время войны на крышах двух передовых 240-миллиметровых орудийных башен корабля были установлены 75-мм зенитные орудия. В течение 1918 года, грот-мачта была укорочена, чтобы позволить кораблю управлять воздушным шаром, и было увеличено возвышение 240-миллиметровых пушек, благодаря чему дальность их стрельбы увеличилась до 18 000 метров.
После окончания войны «Мирабо» участвовал в занятии Константинополя.
В начале 1919 года броненосец действовал в Чёрном море, участвовал в иностранной интервенции во время гражданской войны в России.
В феврале 1919 года «Мирабо» сел на мель недалеко от Крымского берега. Чтобы снять корабль с мели пришлось демонтировать часть её вооружения и брони. На момент начала Крымской эвакуации (1919) он стоял в доке в Севастополе. В апреле на судне вспыхнул мятеж: матросы требовали прекратить участие в гражданской войне в России. Отбуксирован 29 апреля 1919 года в Константинополь. После возвращения во Францию судно использовалось в качестве жилого блокшива, пока не было списано в 1921 году. Позже, «Мирабо» был продан на слом и разобран в 1928 году.